# Solenopsis westwoodi
Solenopsis westwoodi är en myrart som beskrevs av Auguste-Henri Forel 1894. Solenopsis westwoodi ingår i släktet eldmyror, och familjen myror.

## Underarter
Arten delas in i följande underarter:
- S. w. atticola
- S. w. platensis
- S. w. westwoodi